# Cornetto (pasticceria)
Il cornetto è una specialità di pasticceria italiana, a forma di mezzaluna, derivato dal kipferl austriaco.
Nel Nord Italia viene spesso chiamato impropriamente brioche, termine che in realtà identifica però un dolce differente.
Si tratta di una specialità alimentare dolce o salata; la sua ricetta prevede l'uso di farina, burro, latte, uova, acqua e zucchero, con l'aggiunta di tuorlo d'uovo spalmato sulla superficie per ottenere una colorazione più dorata.
Pur simile nell'origine, il croissant francese è una preparazione diversa dal cornetto, in quanto mancante di uova nell'impasto.

## Etimologia
Il nome di questa specialità deriva dalla sua forma, che ricorda due piccole corna. Anche in tedesco il nome trae origine dalla forma che ricorda una mezzaluna, e così anche il termine francese croissant, ossia «crescente».

## Origine

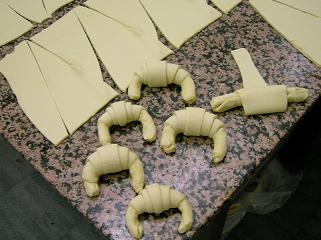
Preparazione di cornetti di pasta sfoglia.

La specialità si diffuse in Italia, e più specificatamente in Veneto subito dopo il 1683, grazie agli intensi rapporti commerciali tra l'allora Serenissima Repubblica di Venezia e Vienna. Nel 1797, con il trattato di Campoformio e successivamente con l'istituzione del Lombardo Veneto, il kipferl o cornetto, insieme ai krapfen e al gulasch, accrebbe ulteriormente la propria popolarità. Inizialmente, l'arte di prepararli era patrimonio specialmente dei maestri fornai veneti.
Bisognerà attendere invece il 1770 perché anche la Francia, con il matrimonio tra l'austriaca Maria Antonietta e il futuro re Luigi XVI, scopra il cornetto. La sua ricetta venne però modificata dai pasticceri, che lo arricchirono di burro, eliminarono le uova e lo battezzarono croissant.

## Diffusione e preparazione

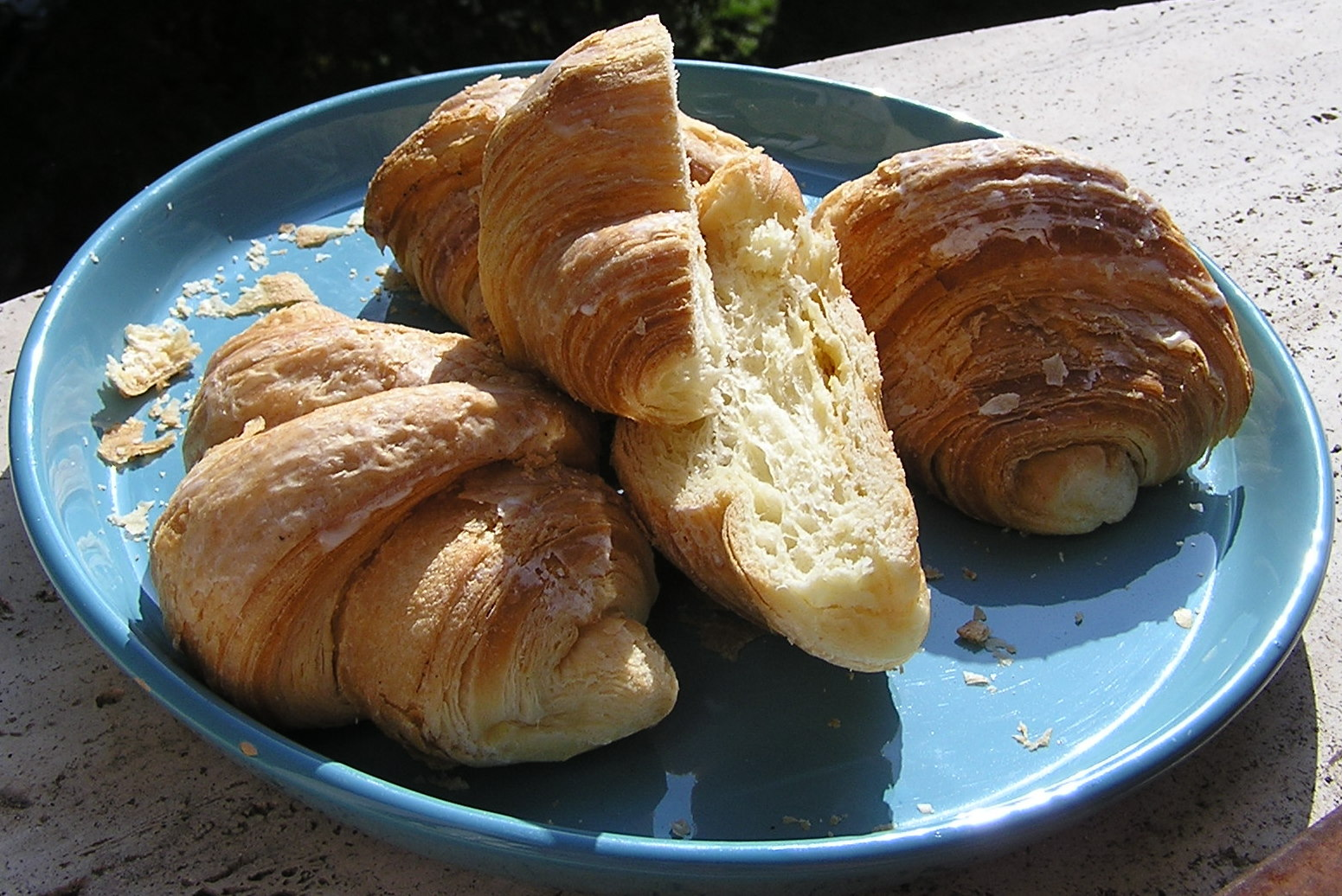
I cornetti anconitani: le "polacche"

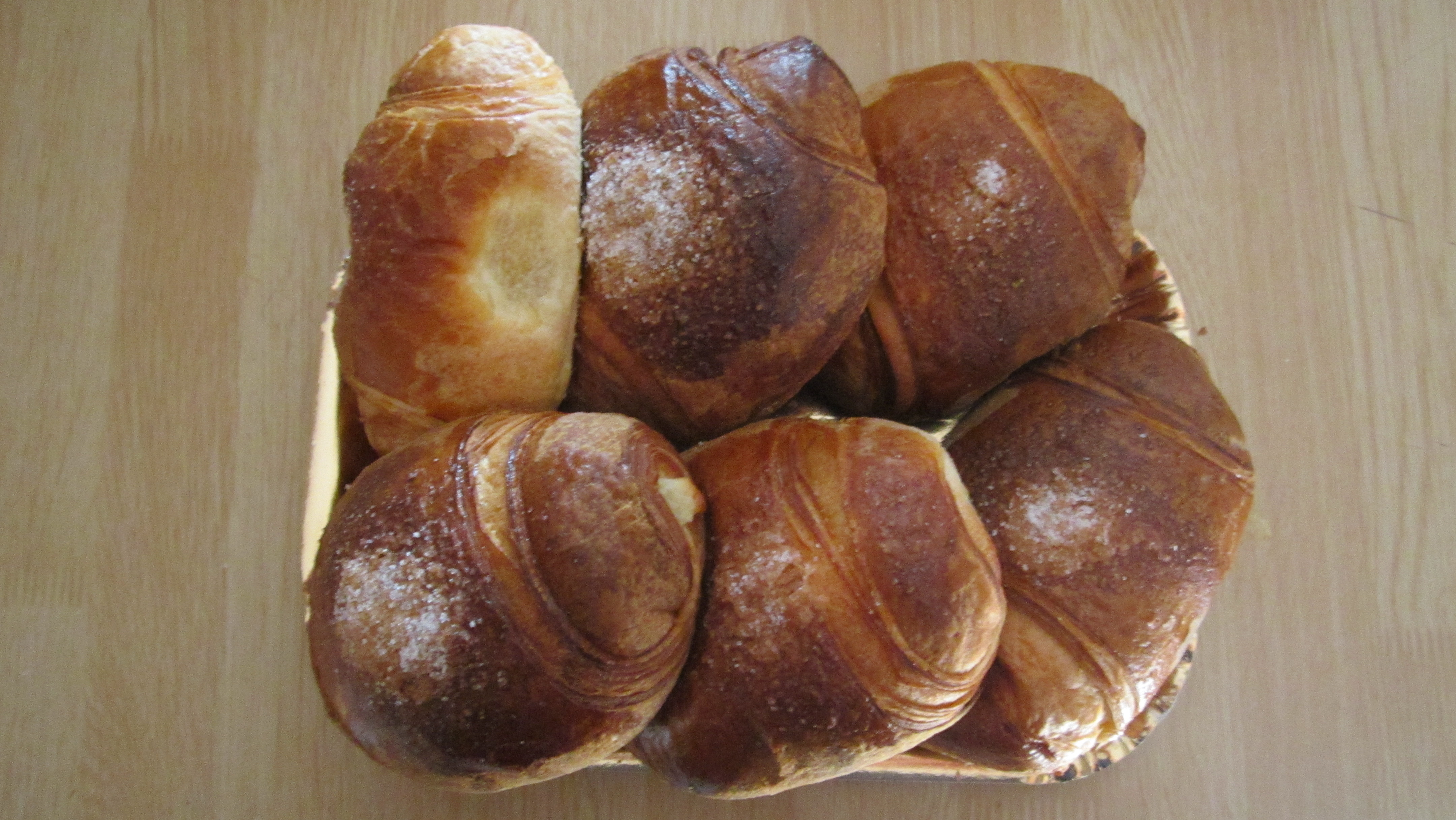
Le "polacche aversane"

Il cornetto può essere vuoto oppure farcito. Tra le possibili farciture troviamo la marmellata, la crema, la cioccolata e il miele, nonché formaggio e salumi nelle versioni salate. Tra le varianti dell'impasto vi è quella che utilizza farina integrale ai cereali.
In Italia il cornetto viene tradizionalmente consumato al bar per colazione insieme al cappuccino, ma nel centro e sud Italia sono molto diffuse le cornetterie notturne.
In questo articolo del Giornale di Brescia, Iginio Massari spiega la differenza tra croissant, cornetto e brioche.

### Cornetto ischitano
Originario dell'Isola d'Ischia e generalmente disponibile nei bar dell'area napoletana, è caratterizzato da un doppio impasto di pasta brioche e pasta sfoglia. Il ripieno classico è costituito da crema e amarena. 

### Polacca anconitana
Tipica di Ancona, ha una forma dritta, pasta gialla, tre soli giri di sfoglia, un ripieno costituito da un sottile strato di marzapane; è ricoperta da una leggera glassa a base di albume e zucchero. Il giallo acceso della pasta è dovuto all'uso dei soli tuorli nell'impasto. La larghezza è maggiore rispetto a quella del cornetto classico.
Deve il suo nome al fatto che i soldati del II Corpo polacco, che in seguito alla battaglia di Ancona avevano liberato la città, apprezzavano particolarmente questa variante del cornetto, che conoscevano grazie alle forniture del panificio militare.

### Polacca aversana
Tipica di Aversa, per una curiosa coincidenza ha lo stesso nome (ma non gli stessi ingredienti, né lo stesso aspetto) della variante precedente, dovuto però a motivi completamente diversi: una suora polacca diede la ricetta di un dolce tipico della sua terra ad un pasticciere aversano, che la rielaborò inventando due dolci diversi, un cornetto ed una torta.